# KN-02
KN-02 là tên lửa đạn đạo tầm ngắn loại mới nhất của Bắc Hàn và hãy còn trong giai đoạn thử nghiệm. Tầm bắn của KN-02 chỉ vào khoảng 120 km, so với các loại cũ Scud-B và Scud-C từ 300 đến 500 km nhưng kém chính xác hơn; như vậy mục tiêu sẽ chỉ có thể là Nam Hàn. KN-02 được phát triển từ kiểu OTR-21 Tochka của Nga (NATO gọi là SS-21), chiều dài khoảng 6,5 mét, đường kính 65 cm, nặng 2.000 kg kể cả đầu đạn 140 kg mang chất nổ quy ước hay nguyên tử mặc dầu cho đến lúc này người ta tin là Bắc Hàn chưa đủ khả năng chế tạo đầu nổ nguyên tử. Hỏa tiễn đạn đạo chiến thuật này sử dụng nhiên liệu đặc, dễ dàng bảo trì và triển khai, có thể đặt trên xe di động, bay với vận tốc 1,8 km/giây hay 6.480 km/giờ bằng hệ thống tự điều khiển đến mục tiêu. Giống như các loại Scud cũ, Bắc Hàn hy vọng có thể bán các hỏa tiễn KN-02 cho một số nước Trung Đông và thế giới thứ ba.